# Большая Калья
Большая Калья — река в России, протекает по Свердловской области. Устье реки находится в 21 км от устья реки Нерпъя по левому берегу. Длина реки составляет 19 км.
В 2,4 км от устья впадает правый приток Малая Калья.

## Данные водного реестра
По данным государственного водного реестра России относится к Иртышскому бассейновому округу, водохозяйственный участок реки — Тавда от истока и до устья, без реки Сосьва от истока до водомерного поста у деревни Морозково, речной подбассейн реки — Тобол. Речной бассейн реки — Иртыш.
Код объекта в государственном водном реестре — 14010502512111200012090.